# Capsodes sulcatus
Capsodes sulcatus is een wants uit de familie van de blindwantsen (Miridae). De soort werd het eerst wetenschappelijk beschreven door Franz Xaver Fieber in 1861.

## Uiterlijk
De ovaal gevormde wants heeft een vrij korte, zwarte en brede kop met achter de ogen een witte streep. De mannetjes zijn langvleugelig (macropteer) en kunnen 6,5 tot 7 mm lang worden. De vrouwtjes blijven kleiner (6 tot 6,5 mm) en zijn kortvleugelig (brachypteer). De antennes zijn zwart van kleur, de derde en vierde segmenten samen zijn net zo lang als het tweede segment. De pootjes zijn, net als de antennes, zwart van kleur. Het borststuk en voorvleugels zijn ook voornamelijk zwart met een witte of oranje buitenrand. De punt van het hoornachtige gedeelte van de vleugels (cuneus) heeft een oranje vlek. Er loopt een brede witte streep op het halsschild en een oranje middenstreep op het scutellum die uitloopt in een witte punt. Dit zijn een paar eigenschappen waardoor de wants verschilt van het verder zeer gelijkende Capsodes gothicus.

## Leefwijze
De soort kent één enkele generatie per jaar en overwintert als eitje. De volgroeide dieren worden van mei tot eind juli gevonden op diverse vlinderbloemigen zoals smalle wikke (Vicia sativa nigra). In de Nederlandse kustduinen zit de wants vaak op duinkruiskruid (Jacobaea vulgaris dunensis). In het Middellandse Zeegebied veroorzaakt de wants schade aan de bloemen van fruitbomen en druiven.

## Leefgebied
In Nederland komt de soort bijna alleen voor in de duinen. In de rest van Europa komt de soort zowel aan de Atlantische kust als de kust van het Middellandse Zeegebied voor.